# Дойл, Артур
Артур Дойл (англ. Arthur Doyle, 26 июня 1944, Бирмингем (Алабама), США — 25 января 2014, Бирмингем (Алабама), США) — американский джазовый композитор и исполнитель: вокалист, саксофонист, флейтист. Ряд специализированных музыкальных изданий называют его «наиболее узнаваемой легендой фри-джаза», а творчество определяют как смесь африканских народных песен и переосмысленного звучания Альберта Эйлера.

## Биография
Артур Дойл родился в 1944 году в Бирмингеме, штат Алабама, вторым из пяти детей в семье Маргарет и Артура Ли Дойла. Ещё ребёнком он был вдохновлён джазом в исполнении Луи Армстронга и Дюка Эллингтона, просматривая по телевидению многочисленные программы с их участием. Получив среднее образование, он продолжил обучение на профессионального музыканта в Университете штата Теннесси. Уже в этот период он выступал с вокальной группой Gladys Knight & the Pips, исполняющей композиции в жанре ритм-н-блюза. В 1967 году уехал в Нью-Йорк. В 1969 году играл в коллективе Ноа Ховарда «The Black Ark». Ховард сравнивал молодого Дойла с Фэроу Сандерсом времён совместного творчества того с Джоном Колтрейном. В этот период Артур увлечён только набирающим популярность фри-джазом. В 1978 году Дойл выпускает свой дебютный альбом «Alabama Feeling», в котором преобладает дух абсолютной свободы импровизации. В начале 1980-х музыкант работает с коллективом «The Blue Humans» на грани между фри-джазом и нойз-роком.
В 1982 году Дойл уезжает в Париж. На следующий год он был обвинён в изнасиловании и заключён в тюрьму на пять лет. Освободился в 1988 году, так и не признав себя виновным. В заключении он написал около 150 композиций, которые стал дорабатывать немедленно после выхода на свободу. Серия соло-записей была издана небольшими независимыми лейблами. Все они состояли из грубого рёва саксофона и «потустороннего» вокала. Свою музыку этого периода Артур называл «фри-джаз соул-музыка». Позже эти записи были систематизированы и изданы тремя альбомами «Plays and Sings from the Songbook» (1992 год), «Songwriter» (1994 год), «Do the Breakdown» (1997 год). В 1990-е годы Дойл выступает с джазовыми музыкантами различных школ и направлений, в том числе работает с басистом Уилбером Моррисом, ударниками Рашидом Бакром и Санни Мюррей, гитаристами Кейдзи Хайно и Тёрстоном Муром. Позже Тёрстон Мур со своей группой Sonic Youth упомянет имя Артура Дойла в композиции «Kim Gordon and the Arthur Doyle Hand Cream» из альбома Sonic Nurse (2004 год). В 2007 году Дойл совместно с «Arthur Doyle’s Free Jazz Soul Orchestra» выпустил компакт-диск «Йога бушменов».
Дойл не был широко признан в американском джаз-сообществе, но гораздо более — за рубежом, о чём свидетельствую успешные гастроли в Европе и Японии.